# Batman: Three Jokers
Batman: Three Jokers es un cómic americano de una serie limitada publicada por DC Cómics. Es un sucesor espiritual a Batman: La broma asesina y Batman: Una Muerte en la Familia. El argumento estuvo escrito por Geoff Johns e ilustrado por Jason Fabok y Brad Anderson, empezó en agosto y fue concluido en octubre de 2020. En Tres Bromistas, Batman, Batgirl y Red Hood siguen una pista de el Bromista, quién al parecer ha sido tres hombres diferentes a lo largo de la historia.
Three Jokers fue publicado por DC Etiqueta Negra, dejando a los escritores presentar personajes únicos de DC para una audiencia madura. El argumento recibió con elogio para el arte, historia y desarrollo de personaje a pesar de crítica en el subdesarrollo en la historia de Capucha Roja y Batichica.

## Premisa
Three Jokers sigue Batman investigando varios delitos cometidos por el Joker que ocurre simultáneamente, los cuales pueden ser relacionados con la posibilidad que pueda haber más de uno.
En esta historia se refieren a los tres Jokers con diferentes apodos:
- El Delincuente,[4] el pragmático, filosófico, sorprendentemente un Joker serio (inicialmente señalado para ser el líder de los tres, y el que ríe menos, (incluso reclamando que reír de hecho le hace daño), cuya apariencia recuerda a sus primeras apariciones, Época dorada Batman #1 (Su pose en su primera aparición en el #1 es idéntica a un panel de su cómic debut), y cuyo plan definitivo es para transformar Joe Chill a un clon del digno de ser el archienemigo de Batman, viendo cómo su asesinato de los padres de Bruce Wayne, Thomas y Martha, le dio a Batman el dolor más grande en su vida.
- El Payaso,[5] el cursi, colorido, teatral el Joker de la edad de bronce y plata de los cómics (y así, según parece el más tontos de los tres), quién tiene una afición por el teatro y se embarca en travesuras criminales solo por la atención; sus actividades y diálogos vuelven a llamar en Detective Comics #475 (él y su pandilla incluido su compañero original Gagsworth A. Gagsworthy luchan contra Batman, Batichica y Capucha roja en un acuario con peces Jokerizados, sobre los cuales el Joker trató de obtener un reclamo legal) y Batman: Una Muerte en la Familia (al final del primer número se insinúa fuertemente que el Joker fue quien apaleó a Jason Todd como Robin en esa historia, y se burla de Todd para que lo mate alegando que Todd se ha convertido en una herramienta para el Joker con la cual atormentar a Batman convirtiéndose en Capucha Roja, un apodo utilizado originalmente por el Joker).
- El Comediante,[6] el peligroso, depravado, el Joker psicópata y sádico de la Edad Moderna

(posiblemente el más malvado de los tres), quién, detrás de su sentido torcido de humor y siniestra sonrisa, se esconde un monstruo malicioso que no siente más que despecho por lo que él ve como un mundo cruel e irredimible; disfruta torturando personalmente a Batman y a todos los que le importan, y personalmente se burla de la idea de que el Joker tenga un significado más profundo con respecto a su rivalidad con Batman; su aspecto y el atuendo inicial parecen para ser basado en el Joker visto en Batman: La broma asesina, al igual que la cámara que usa para filmar a un Joe Chill secuestrado (la misma cámara que usó para fotografiar el cuerpo desnudo y paralizado de Barbara Gordon en esa historia).
También seguimos a los miembros de la Batí - Familia:
- Batman, el inquebrantable defensor de Ciudad Gótica, el detective murciélago y la pesadilla de los delincuentes. Lo podemos ver enfrentándose otra vez con su mayor enemigo, el Joker, pero esta vez no será solo uno, el Caballero nocturno tendrá que valerse de sus habilidades e inteligencia para poder enfrentar la amenaza de la creación de un nuevo Joker.
- Batichica, la mujer más peligrosa de Ciudad Gótica, hija del comisionado James Gordon, se embarca en esta peligrosa travesía para saber porque hay tres Jokers, después de haber quedado paralítica al haber recibido un disparo del Joker durante los acontecimientos de Batman: La broma asesina, regresa totalmente rehabilitada y lista para combatir el crimen nuevamente, al parecer sin sentimientos de venganza, lo único que desea es llevar al o a los Jokers a la justicia.
- Capucha Roja, Jason Todd, el segundo compañero de Batman, también conocido como Robin, tras su supuesta muerte a manos del Joker durante los acontecimientos de Batman: Una muerte en la familia, Jason adoptó el antiguo alias del Joker, Capucha Roja, para hacer pagar a los criminales de Ciudad Gótica de una vez por todas contradiciendo todas las enseñanzas de su mentor, Batman. Volvió con una sed de venganza hacia su "asesino" para así poder acabar con él para siempre, lo cual le traerá conflictos más adelante.

## Preludio
Durante el "Darkseid Guerra", Batman se sienta en la Silla de Mobius (un vehículo de tiempo - espacio/dimensional operado por Nuevo Dios Metron) con Hal Jordan observando. Primero, para probar la silla, Batman le pregunta quién matado sus padres - respondió correctamente: "Joe Chill". Luego, Batman le pregunto a la Silla de Mobius cuál es el nombre real del Joker, y está impresionado por los resultados. Más tarde se revela que la silla de Mobius le dijo a Batman que había tres Jokers, que luego le mencionó a Hal cuando le preguntó al respecto. Batman afirma que tendrá que investigar eso más tarde.

## Trama
Mientras Alfred atiende sus heridas de lucha contra el crimen, Batman recuerda la historia de todas sus principales cicatrices físicas dejadas por sus enemigos, incluido el Guasón. Se va para buscar al Príncipe Payaso del Crimen cuando se entera de que ha matado a los últimos miembros restantes de la familia criminal Moxon. Barbara Gordon se entera de que el Guasón también mató a la amada comediante Kelani Apaka y también se disfraza de Batichica para ir tras él. Capucha Roja (Jason Todd) también reanuda su búsqueda del Joker. Batman concluye que el Joker usó los asesinatos como una distracción, su verdadero plan era robar un camión lleno de sus productos químicos para convertir a alguien en Joker.
El Joker que conduce el camión robado, el payaso, se reúne con el comediante y el criminal para discutir su plan para instalar tanques químicos y encontrar candidatos para crear un nuevo y cuarto Joker. Las investigaciones de Batman, Batichica y Capucha roja los llevan a un acuario donde se encuentran con el payaso, a quien Batman noquea y se va para que Batichica y Capucha roja lo protejan mientras organiza un transporte al Asilo Arkham. Jason mata al payaso después de ser provocado por él, sorprendiendo y enfureciendo a Barbara.
Batichica le cuenta a Batman sobre las acciones de Jason. Ella quiere que Bruce lo detenga, pero él le dice que no hay nada que puedan hacer al respecto: si Jason confiesa el asesinato, Batichica sería arrestada como cómplice y desenmascarada, ya que estuvo allí durante el asesinato. Van a la penitenciaría de Blackgate: en la escena del crimen del asesinato del juez Walls, otra de las víctimas del Joker, Batman encontró las huellas dactilares de un criminal en particular: el asesino de sus padres, Joe Chill. Y descubre que el encarcelado Joe Chill tiene cáncer terminal.
Capucha roja busca al Joker en un club deportivo abandonado. En el interior, encuentra docenas de cuerpos bañados en una piscina llena de productos químicos que se convierte en Joker. Jason es capturado por los Jokers, quienes le dicen que están buscando a alguien que se convierta en una mejor versión de sí mismos para enemistarse con Batman. Todas las víctimas que mataron eran pruebas para su producto final, pero no eran lo suficientemente buenas. Los Jokers torturan a Jason y lo dejan para que Barbara y Bruce lo encuentren. Traumatizado, Jason le grita a Batman, culpándolo por todo el dolor en su vida. Barbara lleva a Jason a su apartamento, donde se confían emocionalmente el uno al otro sobre sus tragedias similares y lo que han soportado. Se besan, pero Bárbara rompe el momento. El comediante secuestra a Joe Chill y registra su confesión sobre por qué asesinó a los Wayne.
Bruce analiza a los Jokers y el hecho de que cada uno jugó un papel en su carrera. El Criminal le recuerda sus primeros encuentros, mientras que el payaso trae recuerdos de un espectáculo macabro y caricaturesco ("una locura letal, como el presentador de un programa para niños"). El Comediante, con "una vena sádica más fuerte que los demás", lo vincula con el Guasón al que se ha enfrentado más recientemente. Batman cree que uno de estos es el original y creó los otros dos. Después de enterarse del secuestro de Joe Chill, Batman encuentra cartas de disculpa no enviadas a Bruce Wayne que Chill, lleno de culpa, escribió mucho antes de enfermarse.
Batman, Batichica y Capucha Roja se dirigen al Teatro Monarca, ya que Batman encuentra un boleto para La Marca del Zorro, dejado por el Joker como invitación. Cuando entran, se proyecta en la pantalla un video sobre la confesión de por qué Chill asesinó a los Wayne. Tanto Barbara como Jason están ocupados con varios matones del Joker, Batman se enfrenta solo al Criminal, que tiene la intención de convertir a Chill en el nuevo Joker debido a su papel en la creación del Caballero de la Noche. Batman salva a Chill de caer en un tanque químico. Chill se ha enterado de quién es Batman y cree que se lo merece. Eligió quitarse la vida, pero Batman lo perdona. Esto sorprende a el Criminal, quien de repente recibe un disparo en la cabeza de el comediante.
Batman viaja con el Comediante arrestado (el verdadero Joker) en una furgoneta de la prisión hasta El Asilo Arkham. Jason se acerca a Barbara y le dice que le gustaría ser más que su amigo, pero ella lo rechaza porque no puede superar la sangre en las manos de Jason. El Joker revela que conoce las identidades secretas de Batman, Batichica y Capucha roja, y afirma que no quiere lo que los otros dos deseaban. El Payaso solo quería ver sufrir a la gente, lo que el Guasón encuentra mundano, y El Criminal estaba delirando ya que la idea de crear un Guasón con una identidad no tiene sentido; en su propia opinión, el Joker es la personificación del misterio y el caos. El Joker revela que convenció a los otros dos de que Joe Chill sería el Joker perfecto, porque entendió que nunca podría cometer un crimen más trágico que el que Chill le hizo a Bruce, y él solo quiere ser el mayor dolor de Bruce hasta el día en que mueran juntos, lo que logró cuando perdonó a Chill.
Jason escribe una carta para Barbara y la pega en la puerta principal de su apartamento. Dentro de la carta, confiesa que la ama y está listo para abandonar la identidad de Red Hood para siempre, si eso significa tener la oportunidad de estar con ella. Bárbara nunca lee la carta, ya que se cae de la puerta y la recoge un conserje. Dado que Jason señala en la carta que también le da a Barbara la oportunidad de fingir que esto nunca sucedió, él no se da cuenta de esto. Posteriormente, Bruce visita a Chill en su lecho de muerte, brindándole consuelo y perdón. Bruce le revela a Alfred que siempre supo el verdadero nombre del Joker y lo descubrió una semana después de su primer encuentro. También se revela que la esposa embarazada del Joker, Jeannie, en realidad no fue asesinada, sino que fue llevada a una casa secreta en Alaska, donde ahora vive con su hijo como parte de un programa de protección de testigos. Bruce explica que nunca se debe conocer el verdadero nombre del Guasón, porque si el mundo alguna vez descubre que tiene una familia secreta, sería noticia nacional y serían el objetivo, ya sea del propio Guasón o de alguien que busque venganza contra el criminal.

## Problemas de canonicidad
Es muy debatido si esta historia es canon para el Universo DC principal o no. En los nuevos 52, el perfil del caso de Joker en la computadora de Batman aparece como 'Identidad desconocida' en numerosas cuentas, como en la historia "Muerte de la familia". En DC Renacimiento (DC Rebirth), Alfred Pennyworth fue asesinado por Bane en la historia de "City of Bane", pero en Three Jokers, Alfred está vivo. Además, el comisionado James Gordon conoce la identidad secreta de Batichica y Jason Todd revela que tenía sentimientos por Batichica, en contraste con la continuidad principal de DC donde Jason Todd solo desarrolló sentimientos por Artemisa.
Geoff Johns, el escritor del libro, declaró en DC FanDome en septiembre de 2020 que sentía que la historia estaba "en continuidad". También desacreditó una teoría que afirmaba que los tres Jokers eran de realidades diferentes.
Jason Fabok, el artista de la serie, continuó afirmando que la canonicidad de la serie dependía de la interpretación de los fanáticos, y parecía preferir que la historia no fuera canónica. Fue citado en Twitter diciendo: "Todas mis historias favoritas están fuera de continuidad, así que eso me atrae más".
Además, a pesar de la postura poco clara de DC, Three Jokers fue presagiado dentro del canon de primer tierra ya en Justice League (vol. 2) #50 en el curso de la historia de Darkseid War, cuando Batman le preguntó a la silla de Mobius la verdadera identidad del Joker. Más tarde, Batman le diría a Green Lantern en DCU: Rebirth # 1 que su respuesta fue que "hay tres". Ambos números fueron escritos por el creador de la serie Geoff Johns.
La serie en general recibió críticas positivas de los críticos. Muchos críticos elogiaron el arte, el ritmo y los personajes, así como la resolución entre Batman y Joe Chill. Sin embargo, muchos críticos encontraron decepcionante la revelación de las identidades de los Tres Jokers. El romance de Jason Todd y Barbara Gordon se consideró subdesarrollado. Los críticos elogiaron la ejecución del "verdadero" nombre de Joker.

## Secuela
Geoff Johns anunció que el y Jason Fabok están trabajando en una secuela de Batman: Three Jokers